# Eix cafeter
L'Eix cafeter és una regió topogràfica de Colòmbia, que s'estén pels departaments de Caldas, Risaralda, Quindío, la regió nord-oriental del departament de Valle del Cauca i tota la regió sud-oest d'Antioquia
Aquesta regió fou una magnífica productora de cautxú a principis del segle xx, però més endavant es va dedicar més al cafè, i va esdevenir un dels més importants centres d'importació i redistribució de mercaderies de fabricació europea. El mateix grup de comerciants que va promoure aquestes activitats, fou el que anys més tard impulsaria el desenvolupament industrial a la zona.
Actualment a Colòmbia es conreen més d'un milió d'hectàrees de cafè. La major part de la producció s'exporta. És el tercer país més exportador de cafè del món. El mercat intern està regulat per la Federació Nacional de Cafeters de Colòmbia.